# 墾丁小菇
墾丁小菇是一種小菇屬的小型螢光蕈。2011年11月由中興大學碩士班研究生施雨伸在墾丁國家公園內的社頂自然公園中採集到，於2014年確認為新物種並發表於期刊上。

## 生長型態
墾丁小菇由菌絲生長到子實體成熟出菇僅需5周。傘柄細長。菌傘3~8公厘，表面有細微突起，發綠色螢光。

## 外部連結
- 世界新種螢光蕈：墾丁小菇(Mycena kentingensis)墾丁國家公園閃亮登場
- 維基物種上的相關：小菇屬
- 維基物種上的相關：墾丁小菇